# Совнархозы
Сове́ты наро́дного хозя́йства (сокр. совнархо́зы; СНХ) — государственные органы территориального управления народным хозяйством советских республик и СССР. Деятельность совнархозов охватывает два разделённых во времени периода истории — с 1917 по 1932 год и период проведения экономической реформы в 1957—1965 годах.

## Совнархозы в 1917—1932 годах
Первый в истории совнархоз (Высший совет народного хозяйства при Совете народных комиссаров, c 1918 года — ВСНХ РСФСР) был образован в Российской Советской Республике после Октябрьской революции 1917 года в декабре 1917 года. Он имел двойное подчинение — ВЦИК и Совету народных комиссаров РСФСР). В соответствии с утвержденным ВСНХ положением 23 декабря 1917 года на территории советской России — в губерниях, областях, районах, уездах — стали создаваться советы народного хозяйства, призванные проводить политику ВСНХ на местах. Это были «местные учреждения по организации и реализации производства, руководимые Высшим советом народного хозяйства и действующие под общим контролем соответствующего совета рабочих, солдатских и крестьянских депутатов». В состав совнархозов включали избранных на соответствующих съездах и конференциях представителей профсоюзов, фабзавкомов, земельных комитетов, кооперативов, управления предприятий. Численный состав совнархоза устанавливался решением местного совета рабочих, солдатских и крестьянских депутатов.
Главной задачей ВСНХ и местных совнархозов было возрождение разорённого разрухой народного хозяйства, в частности:
- решение общих принципиальных вопросов всего экономического района
- руководство низшими органами рабочего контроля
- выявление потребностей района в топливе, сырье, рабочей силе и т. п.
- выработка планов распределения заказов и др.

Положение о совнархозах предусматривало создание в каждом местном совнархозе 14 секций: государственного хозяйства и банков; топлива; по обработке металлов; по обработке волокнистых веществ; бумажных изделий; дерева; минеральных веществ; химического производства; строительных работ; транспорта; сельского хозяйства; продовольствия и потребления. При необходимости могли быть образованы и другие секции. Каждая секция имела 4 главных отдела: организационный (его функции — управление, финансирование, техническая организация предприятий); снабжения и распределения; труда; статистики. Совнархоз избирал исполнительный комитет и его президиум в качестве руководящего органа. Постановления совнаркома были обязательны для исполнения всеми учреждениями и предприятиями; отменить их мог только ВСНХ. Для выработки принципиальных решений и координации работ проводились съезды совнархозов. На первых трёх таких съездах (с мая 1918 по январь 1920 года) выступил председатель Совнаркома В. И. Ленин. По мере проведения в стране национализации расширялся круг предприятий, попадавших в государственный сектор экономики и тем самым входивших в сферу влияния совнархозов.
Аналогичные совнархозы были созданы и в других советских республиках (ВСНХ УССР, ВСНХ БССР). Договором об образовании СССР было предусмотрено создание общесоюзного Высшего совета народного хозяйства СССР (образован в 1923 году) с полномочиями союзно-республиканского наркомата, руководившего деятельностью ВСНХ союзных республик. Таким образом управление государственной промышленностью всей страны было сосредоточено в едином центре, что давало возможность проводить единую экономическую политику на всей территории СССР.
На рубеже 1920-30-х годов, вследствие курса руководства СССР на централизацию государственного управления промышленностью и усиление управления по отраслевому принципу, совнархозы постепенно утратили свою значимость как территориально-производственные органы управления. ВСНХ СССР и республиканские советы были преобразованы в наркоматы промышленности, а местные совнархозы — в промышленные отделы исполкомов соответствующего уровня.

## Совнархозы в 1957—1965 годах
Повторное появление совнархозов как инструмента территориального управления промышленностью и строительством СССР произошло в 1957 году, когда было принято решение начать реформу системы управления. В ходе реформы территория СССР была разделена на экономические административные районы, в которых создавались советы народного хозяйства. Районы образовывались верховными советами союзных республик; ими же утверждались председатели, их заместители и члены совнархозов. Совнархозы подчинялись советам министров союзных республик, при этом их председатели пользовались правами министра соответствующей союзной республики и входили в состав её совета министров.
В РСФСР изначально (1 июня 1957 года) было создано 70 экономических административных районов: Алтайский, Амурский, Архангельский, Астраханский, Балашовский, Башкирский, Белгородский, Брянский, Бурят-Монгольский, Владимирский, Вологодский, Воронежский, Горьковский, Дагестанский, Ивановский, Иркутский, Кабардино-Балкарский, Калининградский, Калининский, Калужский, Каменский, Камчатский, Карельский, Кемеровский, Кировский, Коми, Костромской, Краснодарский, Красноярский, Куйбышевский, Курганский, Курский, Ленинградский, Липецкий, Магаданский, Марийский, Молотовский, Мордовский, Московский (городской), Московский (областной), Мурманский, Новосибирский, Омский, Орловский, Пензенский, Приморский, Ростовский, Рязанский, Саратовский, Сахалинский, Свердловский, Северо-Осетинский, Смоленский, Ставропольский, Сталинградский, Тамбовский, Татарский, Томский, Тульский, Тюменский, Удмуртский, Ульяновский, Хабаровский, Челябинский, Чечено-Ингушский, Читинский, Чкаловский, Чувашский, Якутский, Ярославский.
Положение о совнархозах было разработано правительством СССР

### Децентрализация управления
В 1957 году, в связи с реорганизацией системы управления, было упразднено большинство общесоюзных и союзно-республиканских министерств, занимавшихся вопросами промышленности и строительства, а подведомственные им предприятия и организации переданы в непосредственное подчинение местным советам народного хозяйства. Немногочисленные оставшиеся министерства, за которыми остались функции планирования и обеспечения высокого уровня технического производства, руководили предприятиями соответствующих отраслей через совнархозы.
По мнению инициаторов реформы, главным преимуществом территориальной системы управления было приближение руководства промышленностью и строительством к низовым звеньям экономической системы — предприятиям и объединениям. Также предполагалось, что совнархозы, будучи не связаны ведомственными барьерами, обеспечат комплексный подход к развитию территорий, что имело немаловажное значение, особенно для отдалённых от центра, экономически неразвитых регионов.
Совнархозы по своей природе были коллегиальными органами. Первоначально их аппарат был невелик и состоял из председателя, его заместителей и сравнительно небольшого числа руководящих и технических работников, что в первые годы проведения реформы позволило частично сократить управленческий аппарат союзных и республиканских органов управления. Однако по мере развёртывания реформы структура и аппарат совнархозов начали раздуваться, появились отраслевые и функциональные управления и отделы. Структура совнархоза определялась спецификой его экономического района, однако организационные принципы для всех совнархозов страны были едиными — а именно, основу структуры каждого СНХ составляли отраслевые и функциональные подразделения. К примеру, Свердловский областной совнархоз, в ведении которого находилось более 400 промышленных предприятий, имел ряд структурных подразделений отраслевого и функционального назначения — управления планирования, оборудования, материально-технического снабжения и сбыта; отделы производства и кооперирования, главного механика, главного энергетика, капитального строительства, финансов, транспорта, внешних сношений, кадров, учебных заведений и проч. — а также управления по отраслям промышленности, включая чёрную и цветную металлургию, машиностроение, производство электрооборудования, лесное хозяйство, энергетику, деревообрабатывающее и бумажное производство, производство строительных материалов, лёгкую промышленность, строительство.
По сути областные совнархозы быстро стали министерствами промышленности в миниатюре, а большинство министерских аппаратчиков просто пересели из кресел исчезнувших органов в кресла совнархозов центральных областей СССР, как правило, с серьёзным повышением в должности.

### Укрупнение
Начиная с 1960 года в системе совнархозов начался процесс централизации:

В союзных республиках, в которых имеется несколько экономических административных районов, для координации хозяйственной деятельности советов народного хозяйства могут быть образованы республиканские советы народного хозяйства.— О внесении некоторых дополнений в Закон СССР от 10 мая 1957 года «О дальнейшем совершенствовании организации управления промышленностью и строительством» : Указ Президиума Верховного Совета СССР от 5 июля 1960 г. // Ведомости Верховного Совета СССР, 1960 г., № 27
В ноябре 1962 года был создан СНХ СССР; в декабре стали образовывать более крупные экономические районы, включающие по несколько упраздняемых экономических административных районов; в каждом из них создавался совнархоз. Число районов (и соответственно совнархозов) сократилось со 105 до 43. Так, в РСФСР вместо 67 районов стало 24, а в УССР — 7 вместо 14. В феврале 1963 года указом Верховного Совета СССР был образован Среднеазиатский экономический район на базе экономических административных районов Узбекской, Киргизской, Таджикской и Туркменской ССР.
Наконец, в марте 1963 года был создан Высший совет народного хозяйства Совета Министров СССР (ВСНХ СССР).

### Список СНХ
Председатели СНХ экономических районов РСФСР (1963—1965)
Верхне-Волжский СНХ: 26.12.1962—31.12.1965 Алексеев, Евгений Тимофеевич
Волго-Вятский СНХ: 26.12.1962—31.12.1965 Сухов, Валентин Михайлович
Восточно-Сибирский СНХ: 26.12.1962—31.12.1965 Маркелов Михаил Николаевич
Дальневосточный СНХ: 26.12.1962—31.12.1965 Захаров Георгий Васильевич
Западно-Сибирский СНХ: 26.12.1962—31.12.1965 Салащенко, Иван Архипович
Западно-Уральский СНХ: 26.12.1962—31.12.1965 Старцев, Александр Иванович
Кемеровский СНХ: 10.05.1957—08.1960 Задемидко, Александр Николаевич
Коми СНХ: 26.12.1962—31.12.1965 Феданов, Владимир Петрович
Красноярский СНХ: 26.12.1962—31.12.1965 Ксинтарис, Василий Николаевич
Кузбасский СНХ: 15.01.1963—10.04.1965 Графов, Леонид Ефимович
Кузбасский СНХ: 10.04—31.12.1965 Никитин, Валентин Дмитриевич
Ленинградский СНХ: 26.12.1962—31.12.1965 Антонов Алексей Константинович
Московский городской СНХ: 27.12.1962—23.03.1963 Жигалин Владимир Федорович
Московский городской СНХ: 06.05.1963—23.03.1965 Доенин, Василий Николаевич
Московский СНХ: 27.12.1962—_.01.1964 Брехов, Константин Иванович
Московский СНХ: _.02.1964—31.12.1965 Лукьянов, Иван Алексеевич
Мурманский СНХ: 26.12.1962—31.12.1965 Шлыков Вадим Александрович
Нижне-Волжский СНХ: 26.12.1962—31.12.1965 Синицын, Иван Флегонтович
Приволжский СНХ: 26.12.1962—31.12.1965 Чеботаревский, Виктор Иванович
Приокский СНХ: 26.12.1962—31.12.1965 Яковлев, Константин Константинович
Северо-Восточный СНХ: 26.12.1962—31.12.1965 Воробьёв, Константин Васильевич
Северо-Западный СНХ: 26.12.1962—31.12.1965 Тимофеев Николай Владимирович
Северо-Кавказский СНХ: 26.12.1962—01.03.1963 Байбаков, Николай Константинович
Северо-Кавказский СНХ: 17.03.1963—31.12.1965 Иванов, Василий Александрович
Средне-Волжский СНХ: 26.12.1962—31.12.1965 Шмарев, Алексей Тихонович
Средне-Уральский СНХ: 26.12.1962—23.05.1963 Степанов Сергей Александрович
Средне-Уральский СНХ: 13.06.1963—29.04.1965 Кротов, Виктор Васильевич
Средне-Уральский СНХ: 12.05.1965—31.12.1965 Захаров, Анатолий Федорович
Хабаровский СНХ: 26.12.1962—31.12.1965 Чепеленко, Николай Николаевич
Центрально-Чернозёмный СНХ: 26.12.1962—31.12.1965 Беляк, Константин Никитович
Южно-Уральский СНХ: 26.12.1962—31.12.1965 Борисов, Александр Филиппович
Список СНХ по состоянию на 1963 год. Совнархозов в 1963 году было 47.
Наименование экономического района (совнархоза) — Местонахождение совнархоза — Состав района
1. Верхне-Волжский СНХ — г. Иваново — Владимирская, Ивановская, Костромская, и Ярославские области;
2. Волго-Вятский СНХ — г. Горький — Горьковская и Кировская области, Марийская, Мордовская и Чувашская АССР;
3. Восточно-Сибирский СНХ — г. Иркутск — Иркутская и Читинская области, Бурятская АССР;
4. Дальневосточный СНХ — г. Владивосток — Приморский край, Сахалинская и Камчатская области;
5. Западно-Сибирский СНХ — г. Новосибирск — Новосибирская, Омская и Томская области;
6. Западно-Уральский СНХ — г. Пермь — Пермская область, Удмуртская АССР;
7. Коми СНХ — г. Сыктывкар — Коми АССР;
8. Красноярский СНХ — г. Красноярск — Красноярский край и Тувинская АССР;
9. Кузбасский СНХ — г. Кемерово — Алтайский край и Кемеровская область;
10. Ленинградский СНХ — г. Ленинград — Ленинградская, Новгородская, Псковская и Вологодская области;
11. Московский городской СНХ — г. Москва — г. Москва;
12. Московский СНХ — г. Москва — Калининская, Московская, Рязанская и Смоленская область;
13. Мурманский СНХ — г. Мурманск — Мурманская область;
14. Нижне-Волжский СНХ — г. Волгоград — Астраханская и Волгоградская области и Калмыцкая АССР;
15. Приволжский СНХ — г. Саратов — Пензенская, Саратовская и Ульяновская области;
16. Приокский СНХ — г. Тула — Брянская, Калужская, Орловская и Тульская области;
17. Северо-Восточный СНХ — г. Магадан — Магаданская области и Якутская АССР;
18. Северо-Западный СНХ — г. Архангельск — Архангельская область и Карельская АССР;
19. Северо-Кавказский СНХ — г. Ростов-на-Дону — Ростовская область, Краснодарский и Ставропольский края, Дагестанская, Кабардино-Балкарская, Северо-Осетинская и Чечено-Ингушская АССР;
20. Средне-Волжский СНХ — г. Куйбышев — Куйбышевская область, Башкирская и Татарская АССР;
21. Средне-Уральский СНХ — г. Свердловск — Свердловская и Тюменская области;
22. Хабаровский СНХ — г. Хабаровск — Амурская область и Хабаровский край;
23. Центрально-Чернозёмный СНХ — г. Воронеж — Белгородская, Воронежская, Курская, Липецкая и Тамбовская области;
24. Южно-Уральский СНХ — г. Челябинск — Курганская, Оренбургская и Челябинская области;
25. Донецкий СНХ — г. Донецк — Донецкая и Луганская области; председатель с марта 1962 по январь 1963 В. И. Дегтярев; с сентября 1963 по октябрь 1965 Н. М. Худосовцев .
26. Киевский СНХ — г. Киев — Киевская, Житомирская, Черкасская и Черниговская области;
27. Львовский СНХ — г. Львов — Львовская, Волынская, Закарпатская, Ивано-Франковска и Ровенская области;
28. Подольский СНХ — г. Винница — Винницкая, Хмельницкая, Тернопольская и Черновицкая области;
29. Приднепровский СНХ — г. Днепропетровск — Днепропетровская, Запорожская, Кировоградская области;
30. Харьковский СНХ — г. Харьков — Харьковская, Полтавская, Сумская области;
31. Черноморский СНХ — г. Одесса — Одесская, Крымская, Николаевская и Херсонская области;
32. Белорусский СНХ — г. Минск — Белорусская ССР;
33. Среднеазиатский СНХ — г. Ташкент — Узбекская, Киргизская, Таджикская, Туркменская ССР;
34. Алма-Атинский СНХ — г. Алма-Ата — Алма-Атинская область;
35. Восточно-Казахстанский СНХ — г. Усть-Каменогорск — Восточно-Казахстанская область;
36. Западно-Казахстанский СНХ — г. Уральск — Западно-Казахстанский край;
37. Карагандинский СНХ — г. Караганда — Карагандинская область;
38. Семипалатинский СНХ — г. Семипалатинск — Семипалатинская область;
39. Целинный СНХ — г. Целиноград — Целинный край;
40. Южно-Казахстанский СНХ — г. Чимкент — Южно-Казахстанский край;
41. Грузинский СНХ — г. Тбилиси — Грузинская ССР;
42. Азербайджанский СНХ — г. Баку — Азербайджанская ССР;
43. Литовский СНХ — г. Вильнюс — Литовская ССР, Калининградская область;
44. Молдавский СНХ — г. Кишинев — Молдавская ССР;
45. Латвийский СНХ — г. Рига — Латвийская ССР;
46. Армянский СНХ — г. Ереван — Армянская ССР;
47. Эстонский СНХ — г. Таллин — Эстонская ССР[12].

### Упразднение совнархозов
Отставка Н. С. Хрущёва в октябре 1964 года стала катализатором свёртывания реформы. Через год, в октябре 1965 года, партийным руководством страны было принято решение об отказе от территориальной системы управления промышленностью и о возвращении к отраслевой системе управления. Созданные в ходе реформы экономические районы были упразднены; вместе с ними были ликвидированы советы народного хозяйства всех уровней и восстановлены промышленные министерства.